# Alfons Velz
Alfons Velz (Büllingen, 21 april 1951) is een Belgisch Duitstalig politicus voor de regionalistische partij ProDG.

## Levensloop
Na zijn middelbare studies aan de Bisschoppelijke School van Sankt-Vith behaalde Alfons Velz in 1973 een licentie in Germaanse talen aan de Universiteit Luik. Van 1973 tot 2011 werkte hij als leraar Duits, Engels en Informatica aan zijn vroegere middelbare school. 
Hij werd tevens actief in het verenigingsleven in zijn woonplaats Mürringen en omstreken, onder meer in verschillende kerkelijke en culturele verenigingen en als regisseur in het lokale theatergezelschap.
Op latere leeftijd engageerde Velz zich in de politiek, voor de partij ProDG. In juni 2009 werd hij voor het eerst verkozen in het Parlement van de Duitstalige Gemeenschap en van januari 2011 tot mei 2019 was hij er fractievoorzitter van zijn partij. Bij de verkiezingen van mei 2019 werd Velz niet herkozen, maar in oktober 2020 werd hij opnieuw lid van het Parlement van de Duitstalige Gemeenschap in opvolging van Lydia Klinkenberg, die tot minister in de Duitstalige Gemeenschapsregering was benoemd. Van oktober 2020 tot januari 2021 was Velz vervolgens ondervoorzitter van dit parlement. Hij bleef nadien nog parlementslid tot in januari 2022, toen hij op 70-jarige leeftijd ontslag nam om voor vernieuwing en verjonging te zorgen.